# Estreno limitado

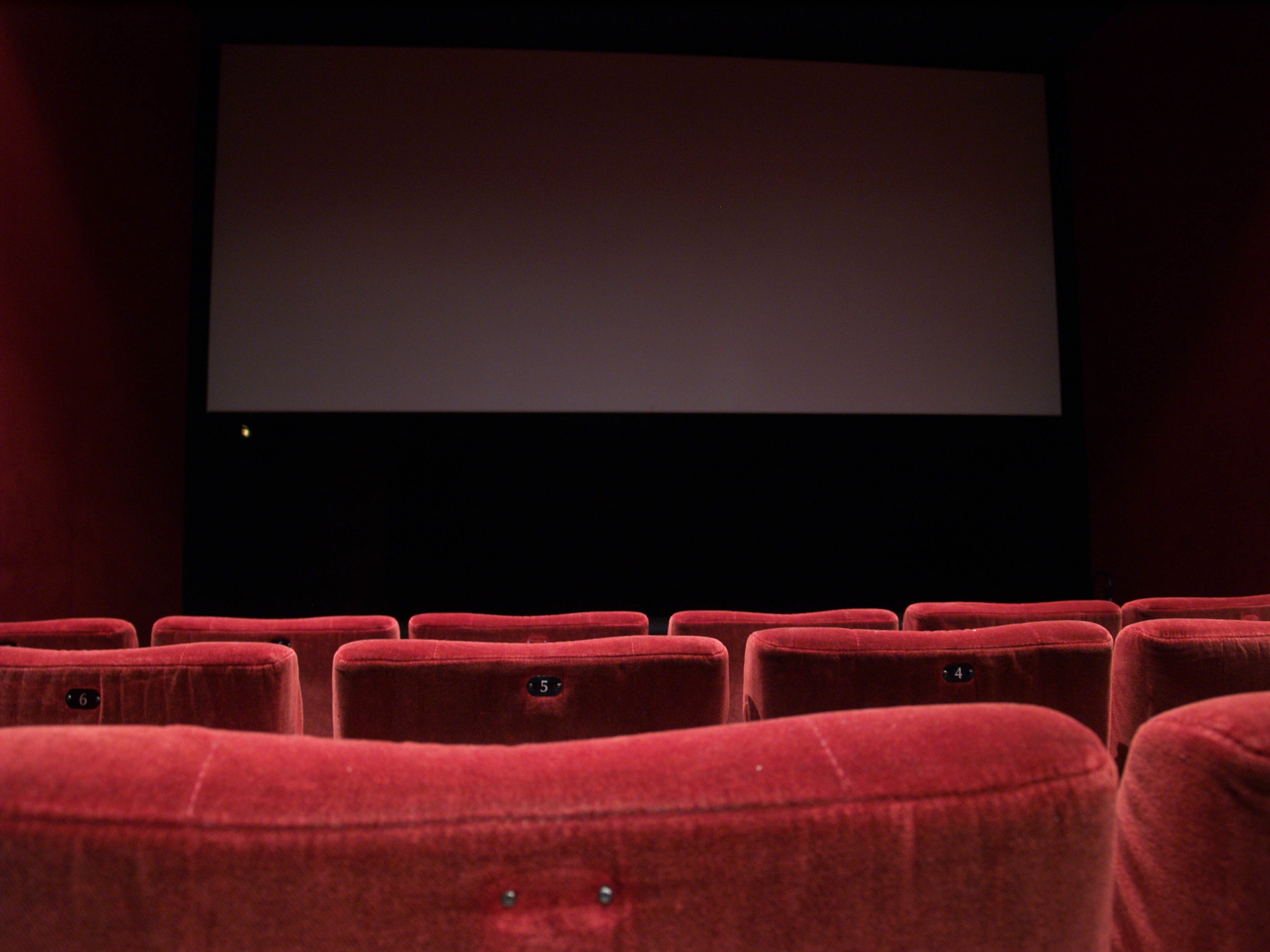
Sala de proyección.

En la industria cinematográfica estadounidense, un estreno limitado es la proyección de una nueva película en un selecto grupo de cines, por lo general en los situados en los principales mercados metropolitanos.
Un estreno limitado se usa a menudo para medir la recepción de películas especializadas, como documentales, películas independientes y películas artísticas. Una práctica común de los estudios cinematográficos es dar a las películas más esperadas y aclamadas por la crítica un estreno limitado el o antes del 31 de diciembre en Los Ángeles para ser nominada a los Premios de la Academia (según lo establecido en sus reglas). Estas películas son casi siempre proyectadas a una audiencia más amplia en enero o febrero del año siguiente. Una notable excepción es The Rocky Horror Picture Show, que se estrenó en 1975 y todavía se muestra solo en forma limitada (es la versión teatral más larga de la historia del cine).

## Estreno de plataforma
Un estreno de plataforma es un tipo de estrategia de estreno limitado, por lo que una película se abre en menos teatros (normalmente 599 o menos) que un amplio lanzamiento. Si la película recibe una acogida favorable por parte del público, entonces se amplía gradualmente a más teatros a medida que la campaña de publicidad gana impulso. Una película exitosa lanzada de esta manera, incluso tiene la posibilidad de expandirse en un amplio lanzamiento. La ventaja de esta estrategia es que los costos de comercialización se conservan hasta que el rendimiento de una película se ha establecido, momento en el que el distribuidor puede optar por aumentar la publicidad y presionar para un lanzamiento general. Por otra parte, si inicialmente fracasa, entonces el distribuidor puede retirarse de la campaña, minimizando así los gastos publicitarios y promocionales.
En las primeras etapas de un estreno de plataforma, la métrica clave es el promedio por teatro, no el total de taquilla que la película logra recaudar. La casas de arte y las películas independientes que obtienen altos promedios por teatro son vistas como posibles candidatos para un exitoso lanzamiento amplio. Un distribuidor que utilice esta estrategia de lanzamiento debe tener cuidado de no expandirse demasiado rápido en las primeras etapas, para evitar que la audiencia (limitada) caiga, lo que reduciría el promedio por teatro y, por lo tanto, hacer que la película aparezca más débil.[cita requerida]